# سكوت مولهولاند
سكوت مولهولاند (بالإنجليزية: Scott Mulholland)‏ هو لاعب كرة قدم بريطاني، ولد في 7 سبتمبر 1986. لعب مع كوينز بارك رينجرز.

## وصلات خارجية
- سكوت مولهولاند على موقع قاعدة بيانات كرة القدم.إي يو (الإنجليزية)
- سكوت مولهولاند على موقع Soccerbase.com (لاعب) (الإنجليزية)